# Alpha Sculptoris
Alpha Sculptoris (α Scl / α Sculptoris / HD 5737) és un estel situat en la constel·lació de l'Escultor de magnitud aparent +4,30.
Alpha Sculptoris és un gegant blanc-blavós de tipus espectral B7IIIp. Situada a aproximadament a 680 anys llum del sistema solar, està classificada com un estel variable de tipus SX Arietis la lluentor del qual varia 0,01 magnituds. És aproximadament 1700 vegades més lluminosa que el Sol, sent la seva temperatura superficial de 14.000 K. El seu diàmetre és 7 vegades major que el solar i la seva massa és de 5,5 masses solars.
Alpha Sculptoris és una representant dels anomenats estels Bw o estels amb línies febles d'heli, on l'abundància superficial d'heli és especialment baixa; el contingut d'heli en Alpha Sculptoris és el 45 % de l'habitual. Paral·lelament, les abundàncies d'altres elements com a silici, titani i manganès, són extraordinàriament altes. La lenta rotació de l'estel és responsable d'això; les capes exteriors de l'estel romanen inalterades, permetent que alguns elements s'enfonsin a l'interior mentre que uns altres afloren cap a la superfície. La velocitat de rotació de Alpha Sculptoris és de només 14 km/s, molt baixa en comparació d'altres estels de tipus B.